# Патни (мост)
Патни (англ. Putney Bridge) — арочный мост через Темзу в Лондоне, соединяет районы Патни с юга и Фулем на севере.

## История
Первый мост был построен из дерева в 1726—1729 годах по проекту Джейкоба Акуорта. Проезд по нему был платным, и на то время это был единственный мост между Лондонским и Кингстонским в Кингстон-апон-Темс.
Мост был сильно повреждён баржей при столкновении с ним в 1870 году. Хотя часть моста после этого была заменена, вскоре он разрушился, и к 1886 году на его месте по проекту Джозефа Базэлджета был построен каменный мост, существующий до сих пор.
Мост известен тем, что у него с 1856 года находится старт престижнейшей лодочной гонки «Оксфорд — Кембридж» (англ. The Boat Race).